# Coydog

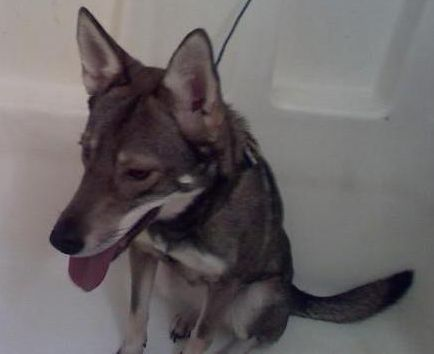
Imagen de un híbrido Coyote-pastor alemán.

Coydog o Coyote del Este es un  híbrido del género canino, siendo el hijo de un coyote macho (Canis latrans) y una perra doméstica (Canis lupus familiaris). Juntos son genéticamente capaces de reproducir crías fértiles. El Dogote, un híbrido similar, es el resultado de la cría de un perro doméstico con un coyote hembra. 
En lo que al cruce de los animales se refiere, la especie del padre da la primera parte del nombre de la descendencia.

## Biografía
La prevalencia de coydogs silvestres es problemática. Si los cruces entre las especies se vuelven frecuentes, se cuenta con que la población de coyotes tiende a adquirir cada vez más características del perro en generaciones sucesivas.
Experimentos de reproducción en Alemania con poodles y coyotes, así como con lobos, chacales y más tarde con el resultado de híbridos de coyotes y perros mostraron importante disminución de la fertilidad y problemas de comunicación, así como un aumento de enfermedades genéticas después de tres generaciones de interreproducción entre los híbridos, a diferencia de los híbridos perros lobo. Esto sugiere que las mutaciones genéticas pueden ser un problema.